# Demokratyczna Republika Konga na Mistrzostwach Świata w Lekkoatletyce 2009
Demokratyczna Republika Konga na Mistrzostwach Świata w Lekkoatletyce 2009, reprezentowana był przez dwoje zawodników - 1 kobietę i 1 mężczyznę, którzy nie zdobyli żadnego medalu podczas tego czempionatu.

## Występy reprezentantów Demokratycznej Republiki Konga

### Mężczyźni
| Konkurencja | Zawodnik    | Kwal.           | Kwal. | Półfinał      | Półfinał      | Finał         | Finał         |
| Konkurencja | Zawodnik    | Wynik           | Poz.  | Wynik         | Poz.          | Wynik         | Poz.          |
| ----------- | ----------- | --------------- | ----- | ------------- | ------------- | ------------- | ------------- |
| 400 m       | Gary Kikaya | Dyskwalifikacja | -     | Nie awansował | Nie awansował | Nie awansował | Nie awansował |

### Kobiety
| Konkurencja | Zawodniczka       | Kwal.      | Kwal. | Półfinał       | Półfinał       | Finał          | Finał          |
| Konkurencja | Zawodniczka       | Wynik      | Poz.  | Wynik          | Poz.           | Wynik          | Poz.           |
| ----------- | ----------------- | ---------- | ----- | -------------- | -------------- | -------------- | -------------- |
| 1500 m      | Francine Nzilampa | 4:30.56 NR | 40    | Nie awansowała | Nie awansowała | Nie awansowała | Nie awansowała |